# Aristau
Aristau (in einheimischer Mundart: [ˈɑɾiʒ̊tˌæʊ̯]) ist eine Einwohnergemeinde im Schweizer Kanton Aargau. Sie gehört zum Bezirk Muri und liegt im Reusstal, an der Grenze zum Kanton Zürich.

## Geographie

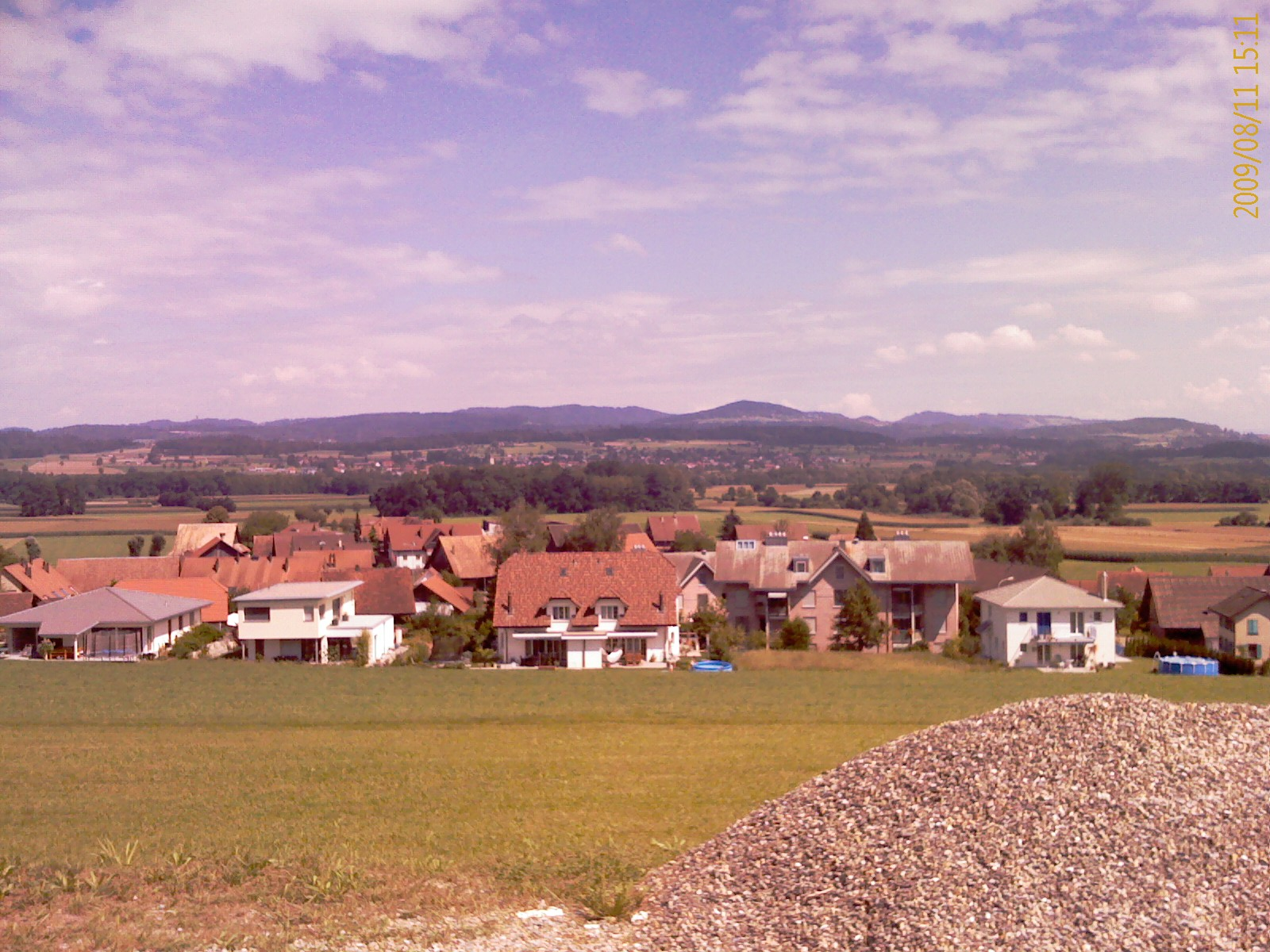
Birri

Die Gemeinde besteht aus drei Dörfern, die sich am Rand der ursprünglichen Schwemmebene der Reuss befinden: Althäusern (418 m ü. M.) im Norden, Aristau (401 m ü. M.) in der Mitte und Birri (388 m ü. M.) im Süden.
Die einst stark mäandrierende Reuss trat oft über die Ufer und überflutete die Felder. Sie wurde mit der letzten Etappe der Melioration von 1972 bis 1983 begradigt und vollständig durch Hochwasserschutzdämme begrenzt. Dem Fluss entlang verläuft der künstlich angelegte Reusskanal. Dieser entwässert die Ebene, die zahlreiche Weiher, Wassergräben und Sümpfe aufweist. Ein Teil der Ebene steht unter Naturschutz.
Die Bändigung der frei fliessenden Reuss war ein lange dauerndes Unterfangen: Ein Entwässerungskanal entlang des Flusses war 1861 fertiggestellt, die Entsumpfung der Ebene bis 1863 abgeschlossen. Dennoch kam es in den folgenden Jahrzehnten immer wieder zu Dammbrüchen und Überschwemmungen. Erst die zweite Reusstalsanierung löste das Problem endgültig. Dabei wurden fast 14 km neue Dämme und rund 36 km Vorflutkanäle gebaut, der Neubau des Kraftwerks Zufikon sorgte für einen Rückstau und damit eine langsamere Fliessgeschwindigkeit. Unmittelbar westlich der drei Dörfer erstreckt sich der Wagenrain, ein bewaldeter Höhenzug, der das Reusstal vom Bünztal trennt. Im Nordwesten liegt das Murimoos, eine Ebene an der kanalisierten Bünz.
Die Fläche des Gemeindegebiets beträgt 864 Hektaren, davon sind 134 Hektaren bewaldet und 83 Hektaren überbaut. Der höchste Punkt befindet sich auf 475 m ü. M. im Reitwald, der tiefste auf 380 m ü. M. an der Reuss. Nachbargemeinden sind Besenbüren und Rottenschwil im Norden, Jonen im Osten, Ottenbach im Südosten, Merenschwand im Süden, Muri im Südwesten sowie Boswil im Westen.

## Geschichte

Luftbild (1950)

Eine Besiedlung der Gegend ist für die Latènezeit nachweisbar: Bei der Aristauer Kapelle wurde eine bronzene Fibel ausgegraben. Die ersten urkundlichen Erwähnungen des Orts stammen aus dem 12. Jahrhundert (1153 Henrico de Arnestowo, Althüsern; vor 1150 [Cop. 14. Jh.] Arestouw, Nokerus de Arestouwe … Arestǒw etiam et Gerüt). Der Ortsname geht zurück auf eine althochdeutsche Zusammensetzung *Arnest(es)-ouwa und bedeutet «wassernahes Land des Arnest».
Im Mittelalter lag das Gebiet im Einflussbereich der Grafen von Lenzburg. Nach deren Aussterben im Jahr 1173 ging die Landesherrschaft an die Grafen von Kyburg über, 1264 schliesslich an die Habsburger. Die wichtigsten Grundherren waren die Herren von Baar sowie das Kloster Muri. Das Kloster übte ab 1285 auch die niedere Gerichtsbarkeit aus. Die Herren von Baar verkauften 1351 ihre Güter an die Herren von Heidegg. In Aristau stand ein mit einer Ringmauer umgebener Burgturm, der jedoch 1386 von den Zürchern und Luzernern nach der Schlacht bei Sempach zerstört wurde.
1415 eroberten die Eidgenossen den Aargau. Althäusern, Aristau und Birri gehörten nun zum Amt Muri in den Freien Ämtern, einer Gemeinen Herrschaft. Der Burgstall, die ehemalige Burg, ging 1429 in den Besitz des Klosters Muri über. Am 2. April 1760 brannte Althäusern fast vollständig nieder, neben vier Toten gab es auch 135 Obdachlose. Der Wiederaufbau nahm drei Jahre in Anspruch.
Im März 1798 nahmen die Franzosen die Schweiz ein und riefen die Helvetische Republik aus. Die drei Dörfer gehörten zunächst zum Distrikt Muri im kurzlebigen Kanton Baden, wobei Althäusern und Werd (heute ein Teil von Rottenschwil) sowie Aristau und Birri je eine Agentschaft bildeten. Nach der Gründung des Kantons Aargau im Jahr 1803 gehörten die Dörfer wieder zur Gemeinde Muri. Doch bereits 1816 schlossen sich Birri, Althäusern und Aristau zu einer neuen Einwohnergemeinde zusammen. Die Ortsbürgergemeinden, die damals noch einige Verwaltungsaufgaben erfüllten, fusionierten erst 1912. Im Jahr 1864 wurde eine Brücke über die Reuss gebaut und eine neue Strasse von Birri nach Ottenbach eröffnet, die Brücke selbst liegt allerdings auf dem Gemeindegebiet von Merenschwand. 1942 löste sich Aristau von der Pfarrei Muri und bildet seither eine eigenständige Pfarrei.

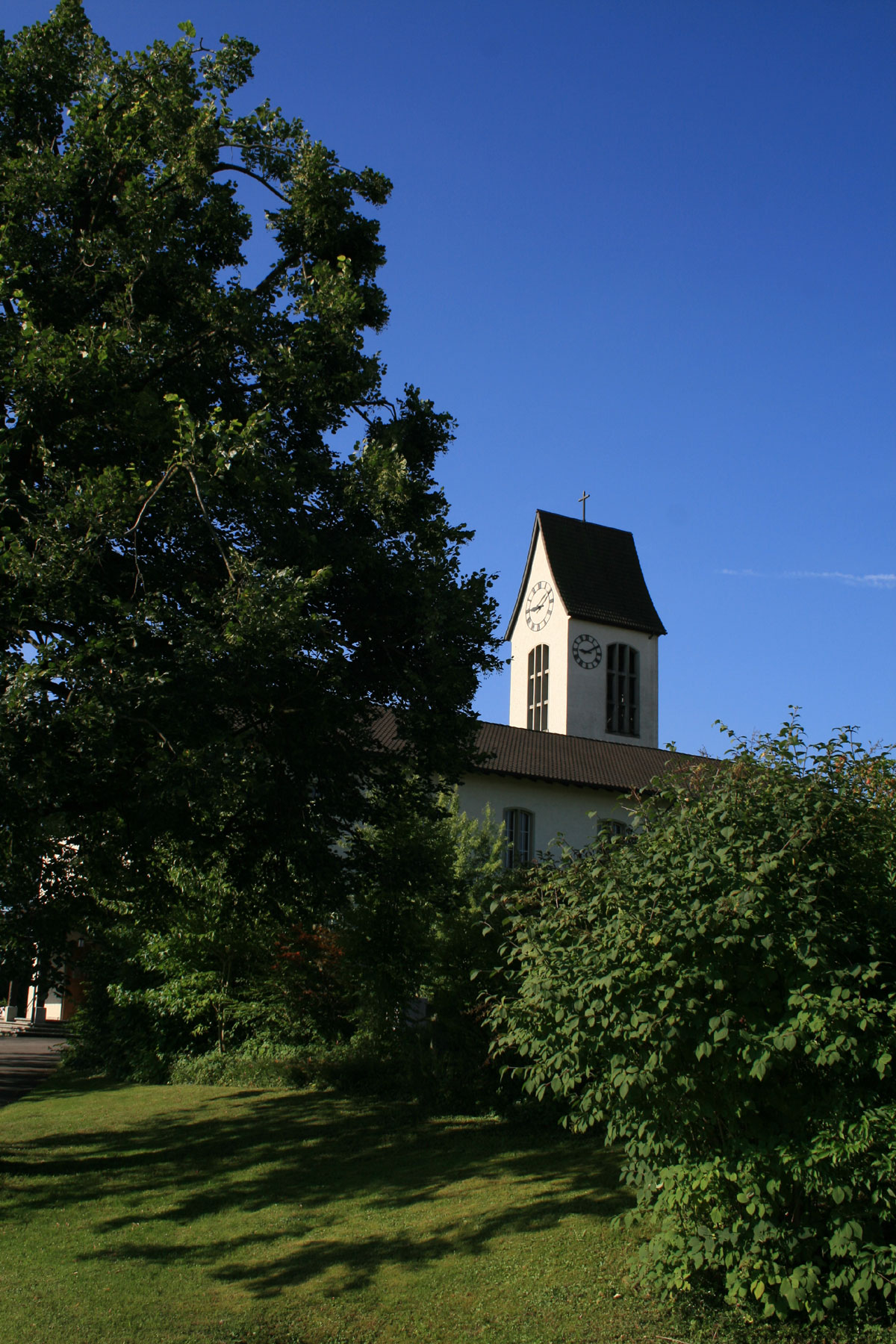
Katholische Kirche

Die Einwohner der Gemeinde waren bis Mitte des 20. Jahrhunderts hauptsächlich in der Landwirtschaft tätig, daneben sorgte die Heimarbeit in der Strohgeflechts- und der Textilindustrie für zusätzlichen Verdienst. In der Reussebene wurde Torf abgebaut, besonders während des Zweiten Weltkriegs. Nachdem die Bevölkerungszahl um 1860 einen ersten Höhepunkt erreicht hatte, nahm sie in der Folge ab und stagnierte dann. Seit Beginn der 1980er Jahre ist jedoch aufgrund der Nähe zu den Städten Zürich und Zug eine verstärkte Bautätigkeit zu beobachten. Seither hat die Einwohnerzahl um mehr als die Hälfte zugenommen.

## Sehenswürdigkeiten
Das älteste Gebäude der Gemeinde ist die 1521 erbaute Johanneskapelle, eine frühere Filialkapelle der Pfarrei Muri, zu der Aristau jahrhundertelang gehört hatte. Nach der Gründung der Pfarrei Aristau entstand 1942 die Pfarrkirche St. Wendelin. Neben der Johanneskapelle steht der denkmalgeschützte Aristauerhof, erbaut 1797. Ein bedeutender Profanbau in Althäusern ist das Landhaus Kapf, das 1687 als Landsitz der Äbte von Muri erbaut worden war.

## Wappen
Die Blasonierung des Gemeindewappens lautet: «In Rot auf grünem Hügel schwarz gefugter weisser Turm mit drei Zinnen, beseitet von zwei sechsstrahligen weissen Sternen.» Bis 1964 führte die Gemeinde im Wappen die Martersäule Christi, die aber historisch gesehen für die gesamten Freien Ämter Gültigkeit besitzt. Schliesslich wurde das Wappen der Herren von Baar eingeführt, allerdings mit geänderten Farben, gewölbtem statt flachem Boden sowie mit zwei zusätzlichen Sternen. Bis 1990 war das Mauerwerk doppelt gefugt, was aber den heraldischen Regeln widerspricht.

## Bevölkerung
Die Einwohnerzahlen entwickelten sich wie folgt:
| Jahr      | 1850 | 1900 | 1930 | 1950 | 1960 | 1970 | 1980 | 1990 | 2000 | 2010 | 2020 |
| Einwohner | 937  | 753  | 714  | 785  | 747  | 714  | 718  | 839  | 1197 | 1290 | 1512 |

Am 31. Dezember 2023 lebten 1646 Menschen in Aristau, der Ausländeranteil betrug 19,5 %. Bei der Volkszählung 2015 bezeichneten sich 47,0 % als römisch-katholisch und 20,4 % als reformiert; 32,6 % waren konfessionslos oder gehörten anderen Glaubensrichtungen an. 94,7 % gaben bei der Volkszählung 2000 Deutsch als ihre Hauptsprache an, 1,1 % Portugiesisch, 0,9 % Französisch und 0,8 % Englisch.

## Politik und Recht

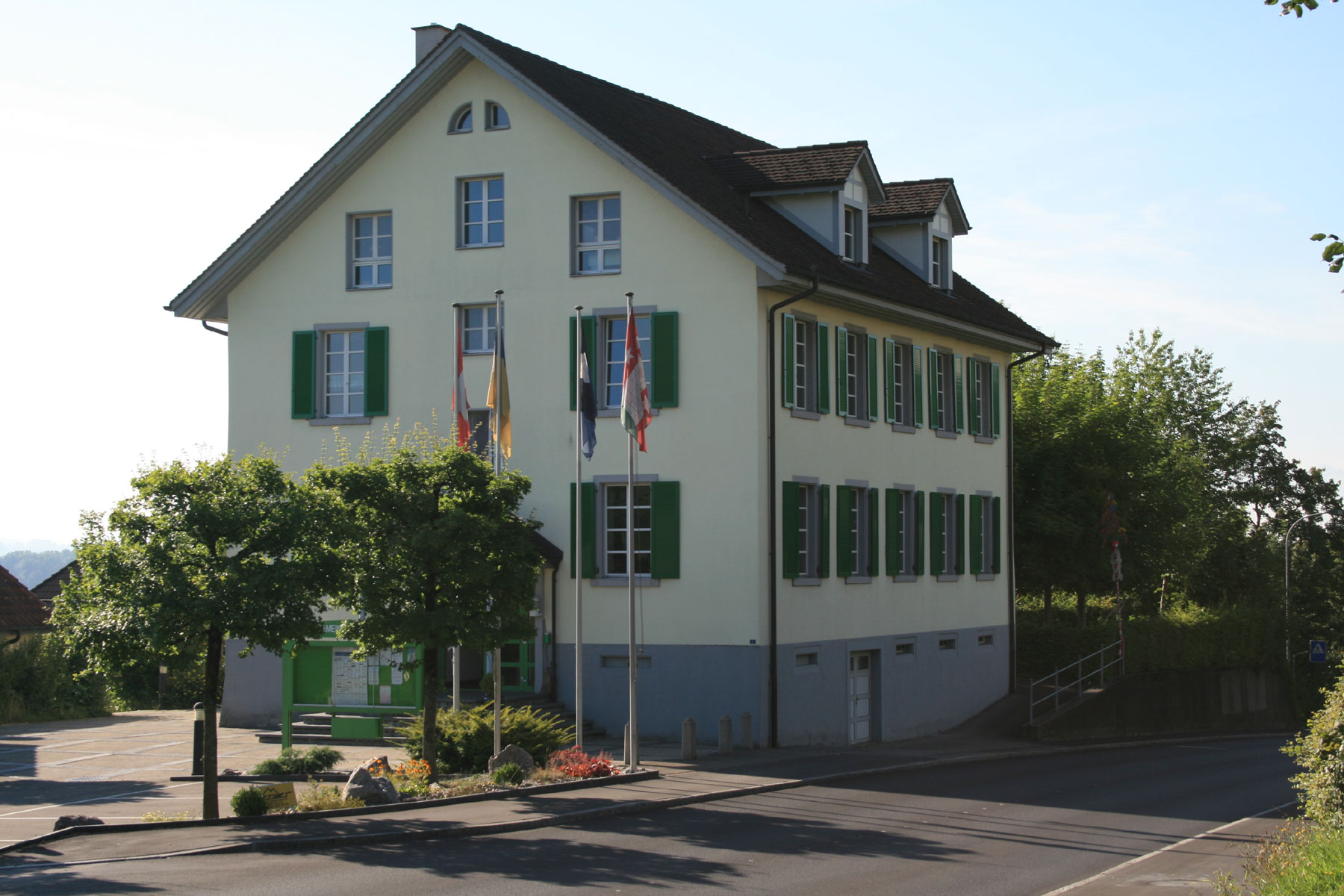
Gemeindehaus

Die Versammlung der Stimmberechtigten, die Gemeindeversammlung, übt die Legislativgewalt aus. Ausführende Behörde ist der fünfköpfige Gemeinderat. Er wird im Majorzverfahren vom Volk gewählt, seine Amtsdauer beträgt vier Jahre. Der Gemeinderat führt und repräsentiert die Gemeinde. Dazu vollzieht er die Beschlüsse der Gemeindeversammlung und die Aufgaben, die ihm vom Kanton zugeteilt wurden. Für Rechtsstreitigkeiten ist in erster Instanz das Bezirksgericht Muri zuständig. Aristau gehört zum Friedensrichterkreis XIII (Muri).

## Wirtschaft
In Aristau gibt es gemäss der im Jahr 2015 erhobenen Statistik der Unternehmensstruktur (STATENT) rund 230 Arbeitsplätze, davon 39 % in der Landwirtschaft, 20 % in der Industrie und 41 % im Dienstleistungssektor. Die Mehrheit der Erwerbstätigen sind Wegpendler und arbeiten in der Region Muri oder in den Agglomerationen von Zürich und Zug.
Etwa zwei Kilometer westlich von Althäusern befindet sich der nach den strengen Richtlinien des Biolandbaus und der artgerechten Tierhaltung betriebene Gutshof Murimoos. Er bietet Wohnraum und Beschäftigungsmöglichkeiten für rund 90 betreuungsbedürftige Männer, die psychisch, physisch oder sozial benachteiligt sind. Der Gutshof dient gleichzeitig als Begegnungsstätte.

## Verkehr
Durch die drei Dörfer der Gemeinde führt die Kantonsstrasse 296 zwischen Bremgarten und Sins. Bei Birri kreuzt sie sich mit der Kantonsstrasse 358/359, die von Muri über die Reuss nach Affoltern am Albis führt. Birri, Aristau und Althäusern werden durch die Postautolinien Muri–Wohlen und Muri–Zürich Wiedikon erschlossen, Birri zusätzlich durch die Postautolinie Muri–Affoltern am Albis. An Wochenenden verkehrt ein Nachtbus von Zug über Sins und Muri nach Mühlau.

## Bildung
Die Gemeinde verfügt über einen Kindergarten und eine Primarschule. Die Sekundarschule und die Realschule können in Merenschwand besucht werden, die Bezirksschule in Muri. Das nächstgelegene Gymnasium ist die Kantonsschule Wohlen.

## Persönlichkeiten
- Erika Burkart (1922–2010), Schriftstellerin
- Ernst Halter (* 1938), Schriftsteller
- Josef Lang (* 1954), Politiker